# Baltscan
AS Baltscan — акционерное общество с 1 сентября 1993 года по 2007 в Тарту(Эстония).
Целью компании было производство автобусов на базе Scania для эстонского рынка, а в будущем и для других стран Балтии.
Начало производства проходило в цехах RAS Tartu Autoremonditehase на углу улицы Рижской и Философов в помещении номер 1.

## Акционеры
RAS Tartu Autoremonditehase — 44 %
Scania AB — 41 %
Tallinna Autobussikoondis — 15 %

## История
• Baltscan был основан в 1993 году. У компании были проблемы с получением первых заказов.
• Весной 1995 года завод Baltscan начал производство городских автобусов.
• Летом 2001 года Baltscan был ликвидирован, а производство автобусов прекращено.
• Осенью 2001 года компания Baltcoach, принадлежащая трем из трех сотрудников Baltscan, Андрусу Кийге, Эриху Кыргмаа и Андре Мууге, возобновила производство городских автобусов для Scania.
• В 2002 году продолжение производства автобусов висело на волоске из-за отсутствия заказов.
• В 2003 году закрытие завода в Дании предоставило Baltcoach новую возможность — Scania искала новую производственную площадку для пригородных автобусов Omniline, и Тарту подходил для этого.

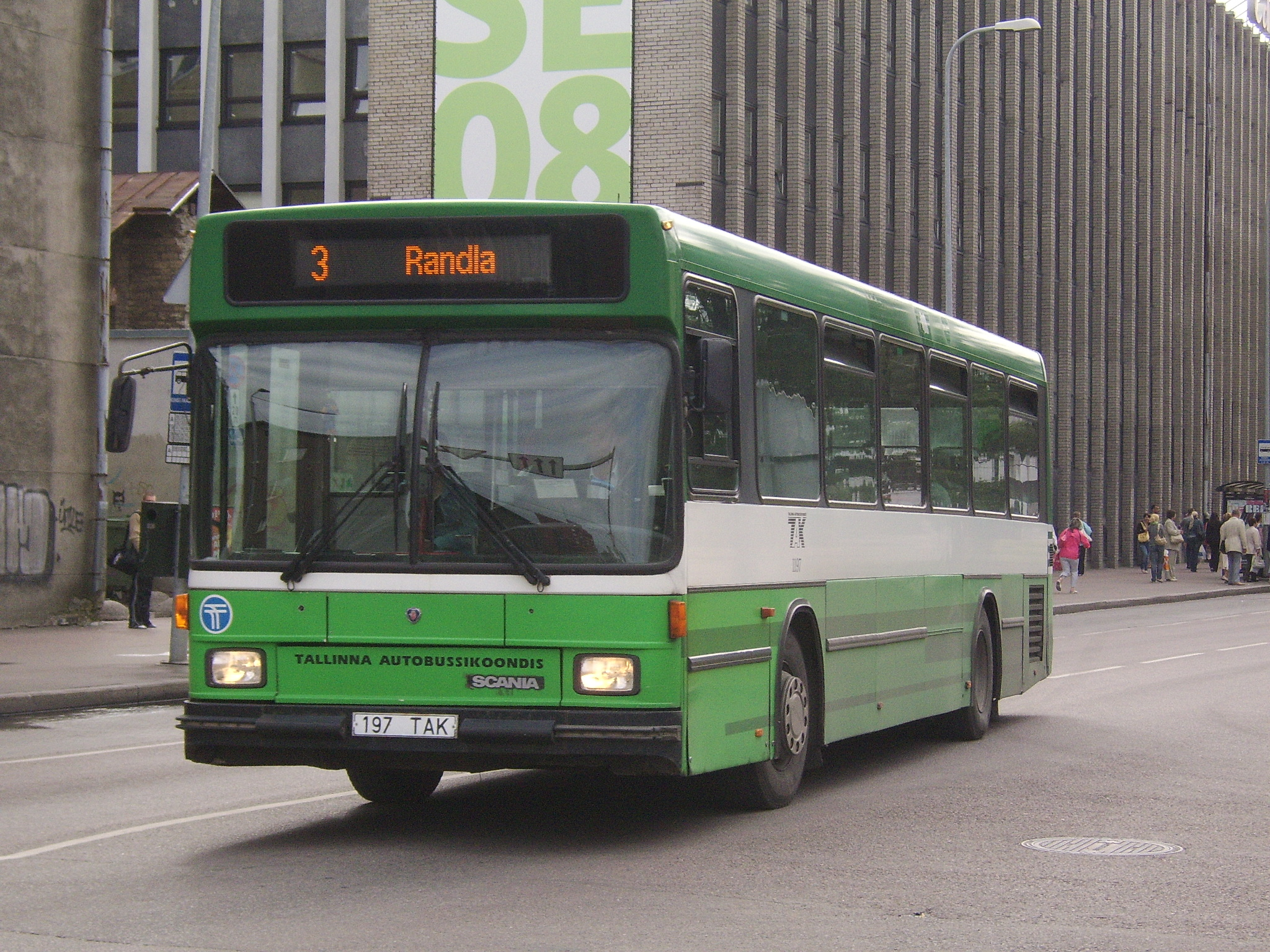
Scania L94UB Hess City производства Baltscan в Таллине

• В 2006 году завод выпустил рекордные 70 автобусов Scania Omniline.
• Завод закрыт в августе 2007 г. из-за отсутствия заказов от Scania.